# Augustine Mound
Koordinaten: 46° 55′ 48,4″ N, 65° 49′ 20,1″ W

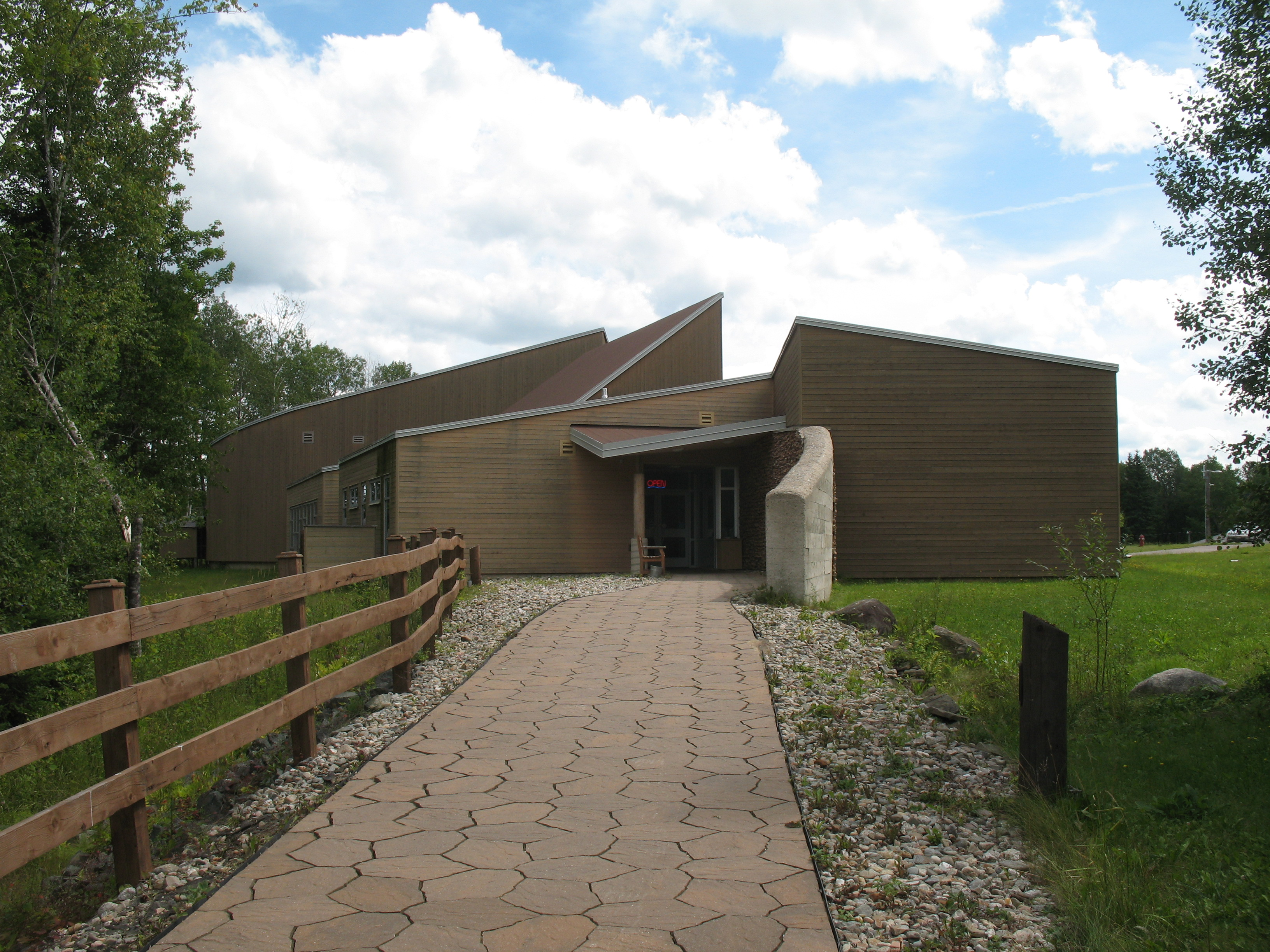
Metepenagiag Heritage Park, Museum

Als Augustine Mound wird ein Bauwerk bezeichnet, das auf dem Gebiet der Metepenagiag Mi’kmaq Nation (früher: Red Bank) in der kanadischen Provinz Neubraunschweig etwa 30 km westlich von Miramichi liegt. Es befindet sich am Nordufer des Little Southwest Miramichi River gegenüber dem Museum der Mi’kmaq-Gemeinde etwa 15 m über dem Fluss und bildet das Zentrum des 2007 gegründeten Metepenagiag Heritage Park. Nur 700 m westwärts liegt die Oxbow National Historic Site of Canada, wo 1978 bis 1984 ein 3000 Jahre altes Fischerdorf ausgegraben wurde. Der Mound entstand um 500 v. Chr. und beide Fundstätten stehen kulturell im Zusammenhang mit der Adena-Kultur im Ohio-Tal. Der Fund erlaubte es den Mi'kmaq der Provinz, ihre historischen Wurzeln weiter zurückzuverfolgen; zudem wurde durch die Involvierung von Parks Canada erstmals ein Bauwerk der Ureinwohner zu einem nationalen Monument ganz Kanadas. Die Fundstätte selbst kann aus religiösen Gründen nicht besucht werden.
Zum Bauwerk gehören eine annähernd kreisförmige Fläche von 30 m Durchmesser um den flachen Mound, die rituellen Handlungen diente, und die wiederum von einer größeren kreisförmigen Fläche umgeben ist, und ein leicht erhöhter Begräbnis-Mound (burial mound). Dieser wurde auf einer Terrasse nahe dem Zusammenfluss von Northwest River Little Southwest Miramichi River errichtet. 1975 wurde das Bauwerk zur Augustine Mound National Historic Site of Canada erhoben, weil es einerseits in Kanada ein seltenes Relikt der übergreifenden Adena-Kultur darstellt und Einblicke in die Beerdigungsprozesse dieser Kultur gibt, andererseits durch seine fortgesetzte Nutzung ein Licht auf die Spiritualität der heutigen Mi'kmaq wirft. Benannt wurde das Bauwerk nach seinem Entdecker Joe Augustine, der auch schon die benachbarte Oxbow-Stätte der Öffentlichkeit bekannt gemacht hatte.

## Entdeckung und Ausgrabung, Darbietung und Dokumentation
1972 beschloss der ehemalige Häuptling (1952–54 und 1956–58) der Mi'kmaq-Gemeinde Joseph Michael Augustine († 1995), der 1911 in Big Cove zur Welt gekommen war, seine Kenntnis von dem Hügel öffentlich zu machen, dem die Vernichtung durch Kiesabbaupläne drohte. Er war als kleiner Junge mit seiner Familie nach Red Bank gekommen, wie die Gemeinde seinerzeit noch hieß. Er lernte die Sprache der Mi'kmaq; die Kultur brachte ihm sein Vater John Augustine nahe, der ihm berichtete, dass seit jeher Rituale und Tänze auf dem Hügel stattgefunden hatten. Er heiratete Mary Metallic, eine Mi'kmaq vom Stamm der Listuguj, mit der er acht Kinder hatte. Seinen Lebensunterhalt verdiente er hauptsächlich als Korbmacher und Biberpelzjäger. 1988 erhielt er für seine archäologischen Entdeckungen den Minister's Award for Heritage der Provinz Neubraunschweig. Auf seinem Sterbebett konnte er noch die Rohfassung des Films Metepenagiag. Village of Thirty Centuries sehen, der im Jahr 1996 veröffentlicht wurde. Augustine hatte bei ersten Grabungen vier Skelette, über 1000 Kupferperlen, eine Speerspitze, Faustkeile und gut erhaltene Textilien entdeckt; nach drei Wochen hatte er den zuständigen Institutionen Bericht erstattet.
In den nächsten Jahrzehnten entdeckten die Mi'kmaq zusammen mit den Archäologen Christopher Turnbull und Patricia Allen mit Unterstützung der Älteren der Gemeinde weitere 60 Fundplätze in der Umgebung. Die Erlaubnis zum Graben hatte Häuptling Donald Ward gegeben, allerdings waren die First Nations zu dieser Zeit noch so rechtlos, dass das Department of Indian Affairs um offizielle Genehmigung gefragt werden musste. Parks Canada forderte, dass das Land um den Mound an seine Organisation gehen sollte, doch war dies bei den Mi'kmaq nicht durchsetzbar. Damit entfiel die Idee, ein Museum in der Nähe des Mounds zu errichten.
Eine erste Ausgrabung fand in den Jahren 1975 bis 1976 statt, so dass nur noch ein Teil des Mounds ungestört ist. Dieser besteht aus zwei niedrigen Hügelrücken, die sich überkreuzen. Jede dieser schwellenartigen Strukturen, die in die Haupthimmelsrichtungen weisen, ist etwa einen Meter breit, zehn bis elf Meter lang und in der Mitte etwa 50 cm hoch. An einigen Stellen wurden Artefakte entdeckt, die aus dem Ohio-Tal stammen. Insgesamt fand man eine Hauptbegräbnisgrube und zehn kleinere Gruben. In diesen Gruben wurden Überreste von Verbrennungen entdeckt und scheinbar ungeordnete menschliche Überreste von Sekundärbestattungen. Den Toten wurden steinerne Klingen und Messer beigegeben, dazu sogenannte Gorgets: flache, durchbohrte Steine, die am Hals oder vor der Brust getragen wurden, sowie zwei Pfeifen. Hinzu kamen Kupferperlen, deren Ausgangsmaterial von den Großen Seen stammte. Das Kupfer veränderte die chemische Zusammensetzung des Bodens so stark, dass auch organische Substanzen, wie Reste von Körben, Gewebe und Matten erhalten blieben. Der Augustine-Mound ist der einzige Mound Ostkanadas, in dem organische Überreste in solchem Umfang entdeckt wurden.
Es dauerte etwa zwei Jahrzehnte, bis der Bruch zwischen Parks Canada und den zuständigen Archäologen auf der einen Seite und den Mi'kmaq auf der anderen Seite verheilte. Für letztere stand die Gemeinde mit ihren Wurzeln im Vordergrund, für erstere die archäologische Forschung. Diese Divergenzen betrafen etwa die Frage nach der Beisetzung von menschlichen Überresten oder der Konservierung in einem Museum. Chris Turnbull als Archäologe der Provinz ließ sich auf die Vorstellungen der Mi'kmaq ein. Dies betraf auch die Ausbildung von heimischen Ausgräbern, so dass im Ort mehr Fachkompetenz versammelt war, als in der gesamten übrigen Provinz. Die Funde aus der Grabung wurden wieder dort beigesetzt, wo sie entdeckt worden waren. Im Gegensatz dazu werden die Funde aus der Oxbow site, also die Überreste eines nahegelegenen Dorfes, nach den üblichen Grundsätzen der Archäologie ausgestellt. Von den Artefakten des Begräbnishügels wurden hingegen Kopien angefertigt.
In der Nähe der beiden Fundstätten entstand ein Museumsgebäude im Rahmen des Metepenagiag Heritage Park, in dem Artefakte und Kopien ausgestellt sind. Dort wird auch der Film Metepenagiag. Village of Thirty Centuries vorgeführt, sowie eine wissenschaftliche Bibliothek aufgebaut.
Die Dokumentation zu dem Mound befindet sich im National Historic Sites Directorate, Canadian Inventory of Historic Building Documentation Centre, 5. Etage, Raum 525, 25 Eddy Street, Gatineau-Hull, Quebec.

## Einordnung
Die ungewöhnlich weit im Norden befindliche Anlage entstand im Zuge einer drastischen Veränderung der Kommunikationsstrukturen im amerikanischen Nordosten. Diese ist unter angelsächsischen Archäologen als Meadowwood Interaction Sphere bekannt. Zu dieser weiträumigen Sphäre gehören auch einige Fundstätten im Umkreis des Sankt-Lorenz-Stroms und die Skora site bei Halifax. Zu dieser Gruppe gehört etwa die Lambert site bei der Provinzhauptstadt Québec. Während dieser Zeit, also um 2400 v. Chr. wurde erstmals Keramik hergestellt. Vergleichsweise bekannte Begräbnisplätze sind Sillery und Mingan im Sankt-Lorenz-Gebiet, Boucher beim Lake Champlain in Vermont und eben der Augustine-Mound. Die Fundstätte ist darüber hinaus der erste Beleg dafür, dass das Weben, auch in mehreren Farben, bereits in Gebrauch war.